# 喬治·H·W·布希號航空母艦

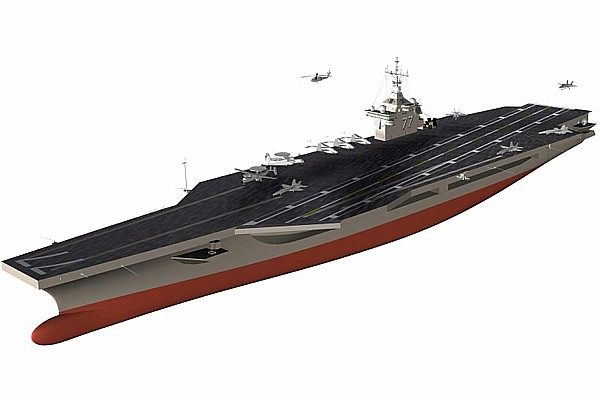
CVN-77想像圖

喬治·H·W·布希號航空母艦（USS George H.W. Bush CVN-77）是一艘美國海軍所建造與使用的核子動力航空母艦，是尼米茲級核動力航空母艦第十號艦。喬治·H·W·布希號除了是尼米茲級的最後一艘新艦外，也是美國海軍目前正在建造福特級核動力航空母艦之前的過渡艦隻，因此有別於尼米茲級的其他姊妹艦，布希號無論是在動力系統還是武裝設備上，都有相當程度的改進。
2009年完工下水的喬治·H·W·布希號是以維吉尼亞州諾福克海军基地為母港，其軍方代號稱為復仇者（Avenger），此代號起源於艦名來源的前美國總統在二戰期間所駕駛過的TBM復仇者式轟炸機。

## 簡介
美國海軍原先打算大幅修改此艦的設計，艦島、電子系統、彈射器、動力系統與武裝等等重新設計配置，作為美國海軍下一代的CVN-X核子動力航空母艦（後改稱為「CVN-21」，也就是後來的福特級核動力航空母艦）的裝備驗證艦，變動幅度之大足以使此艦從尼米茲級中獨立出來自成一格。紐波特紐斯造船廠在每次相關國防展中展出的該艦模型，艦島的設計都不盡相同，有傳統也有非傳統構型，不少版本使用前衛的匿蹤設計；稍後出現的版本則採用較保守的設計，以尼米茲級的艦島為基礎，縮小體積並將外觀簡潔化，換裝新的桅杆，此外加裝相位陣列雷達。
防空自衛武裝方面，此艦最初打算配備Mk-41型垂直發射系統，裝填新一代的進化型海麻雀短程防空飛彈（ESSM），不過由於變更幅度較大，最後作罷；但是艦上的近迫防禦系統則會以新型RAM海公羊短程防空飛彈取代方陣快砲。
偵測方面，最初該艦打算全面換裝新一代美國海軍艦艇使用的新式電子系統，例如將被DD(X)驅逐艦使用的AN/SPY-3 I/J頻帶相位陣列雷達，以及型號未定的VSR C頻長程相位陣列雷達。前者置於較高位置（艦島頂端）以偵測掠海反艦飛彈，並指揮海麻雀飛彈攔截目標；後者由於體積較大，裝置於船樓較低的位置（艦橋下方）。
此外，原先美國海軍還打算在此艦上安裝垂直朝上的相位陣列衛星通訊天線、全新設計的核子反應爐與電力系統、電磁彈射器、新C4ISR系統等全新裝備。不過考量到造艦與新科技研發時程以及風險、成本的因素，最後作戰、感測與武器系統等大致上都沿用自雷根號，前述新型武器裝備與雷達電戰系統等，則保留用於下一代的福特級上。

## 命名由來
CVN-77的名字来自前美國總統乔治·赫伯特·沃克·布什，他是美國第41任總統，同時也是第二次世界大戰時美國海軍的魚雷轟炸機飛行員（服役期間為1942年8月至1945年9月）。
布希在滿18歲的生日當天加入了美國海軍，並且在尚未年滿19歲時就正式被授與任務成為真正的海軍飛行員，派駐到聖哈辛托號航空母艦，是當時最年輕的海軍飛行員之一。他曾在1944年一場發生於日本小笠原群島海域的海戰中，在父島附近遭到日軍砲火擊落，但幸運地被救起。因此，布希可說是全世界第一位曾真正在航空母艦上服役過的航艦命名被提名人。

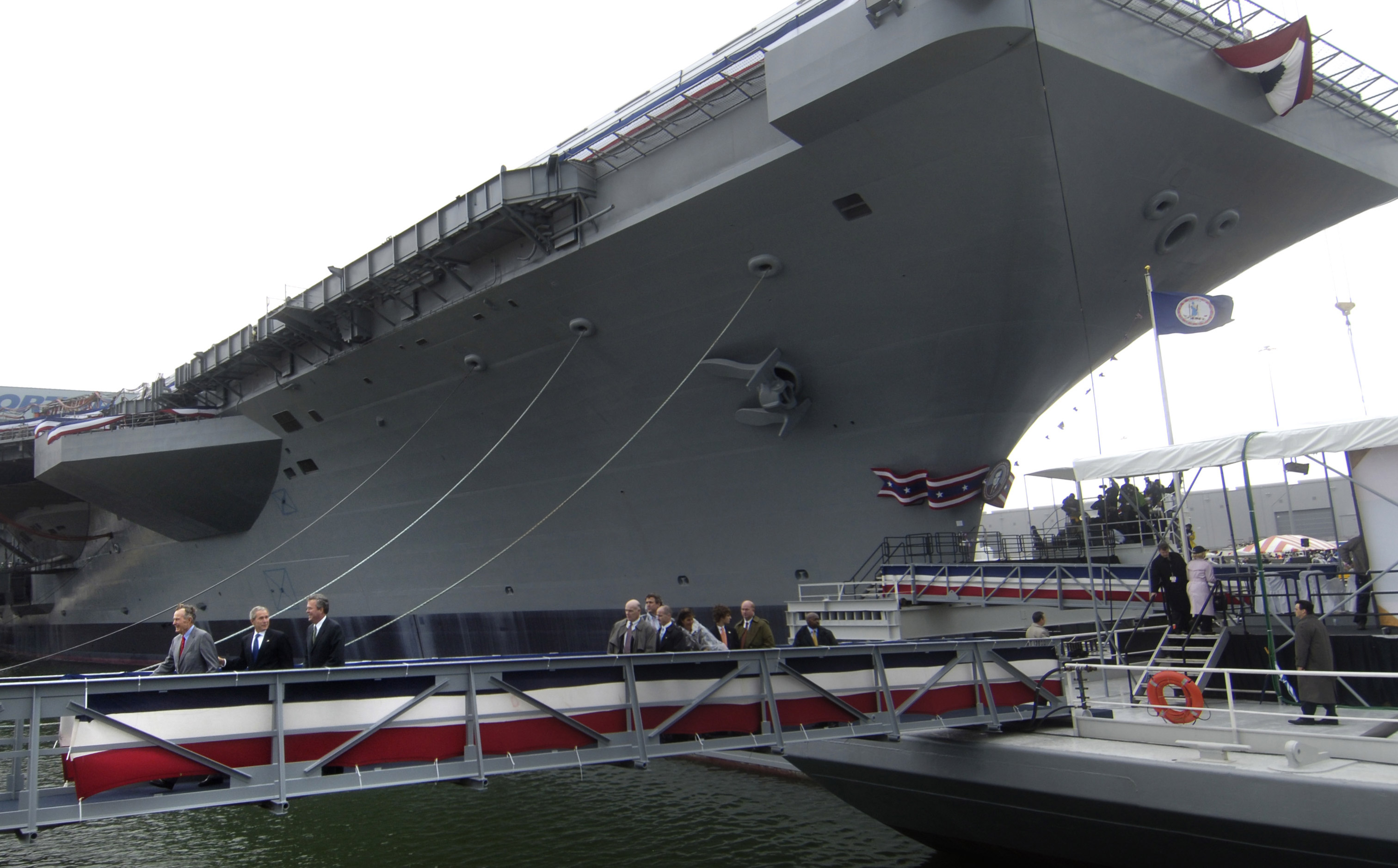
參加完布希號命名下水儀式後，布希一行人離開會場

## 历史
CVN-77是自2001年起由諾斯洛普·格魯門公司擁有的維吉尼亞州紐波特紐斯造船廠負責建造，耗資62億美元，並於2002年12月9日正式授與布希號的艦名。新艦在2008年底正式進行海上測試，於2009年1月10日在諾福克海軍基地正式服役。艦名主人老布什和其長子、當時仍是美國總統的小布什皆參加了就役儀式。正式服役的布希號主要是要取代從日本橫須賀海軍基地返國以除役的小鷹號航空母艦。
2011年5月11日，布什号航空母舰离开诺佛克母港，开始它服役以来第一次例行的海外戰鬥部署。5月19日起，在大西洋英国外海，它参加了由英国海军主办的“战士”（Exercise Saxon Warrior）、由多个欧洲国家海军参与的军事演习。5月26日，布什号航空母舰抵达英国朴次茅斯港访问。这是布什号航母第一次访问一个外国海港。6月5日，布什号穿越直布罗陀海峡进入地中海，并于6日抵达西班牙卡塔赫纳。布什号接待了美国海军部长和驻西班牙大使以及西班牙海军及媒体的访问。
6月11日，布什号抵达美国海军欧洲司令部所在地、意大利那不勒斯，司令部指挥官登上布什号访问。船上官兵亦登岸旅遊和社区服务。6月14日，布什号结束对那不勒斯的访问，由北向南穿越位于西西里岛和意大利本土之间的狭小的摩西纳海峡，回到地中海。
6月18日，布希號穿过苏伊士运河。6月21日，布希号正从红海进入亚丁湾的时候，遇见正在回航的企业号航空母舰，美国海军这两艘最新和最旧的航空母艦在交接途中交错而过。6名布什号上的水兵被安排搭乘直升飞机到企业号上和在那儿服役的亲属会面，1名企业号的水兵也享受了这个特殊的安排。
随后，布希号抵达阿拉伯海执行在伊拉克和阿富汗的军事任务，此时同时在中东之行任务的还有一艘隶属于太平洋舰队的雷根号航空母舰。在这样的配置之下，美国海军在中东、即第五舰队辖区內，完成了擁有一艘隶属太平洋舰队與一艘隶属大西洋舰队、同時部署两艘航空母舰的完整編制。7月11日至14日，布希号访问了巴林，並於11月20日结束在中东的部署，返回地中海。25日，該艦访问法国马赛港，並於30日穿过直布罗陀海峡。12月8日，布希號抵达佛罗里达州梅波特海軍航空站（Naval Station Mayport），並於10日返抵母港诺佛克。
因應美國對在伊拉克與敘利亞地區活動的宗教極端組織伊拉克和沙姆伊斯蘭國（ISIL）的政策改變，美國國防部長查克·海格在2014年6月14日下令布什号前往波斯灣伊拉克外海進行備戰。8月8日，布殊號派出兩架F/A-18大黃蜂戰機在艾比爾附近投下兩枚500磅的雷射導引炸彈，攻擊ISIL的移動火砲和負責拖曳的卡車，這是美軍自2011年由伊拉克撤軍之後，首次在該國境內動用武力。9月23日，美國首度針對敘利亞境內的ISIL目標，以戰斧巡弋飛彈與戰機投擲炸彈的方式進行轟炸，其中負責投擲炸彈的戰機大都是來自布希號上的第八艦載機聯隊（CVW-8）。
2020年8月，CVN-77在经历了为期两年的大修后离开了诺福克海军造船厂。海军称，这次大修是迄今为止在造船厂进行的最复杂的一次。

## 流行文化
不可能的任務：最終清算

## 外部連結
- 美国海军官方网站上的CVN-77页面（页面存档备份，存于）
- Shipyard:  CVN 77 section of the Northrop Grumman Newport News site
- Crew:  The Navy's Pre-Commissioning Unit for CVN 77
- Global Security（页面存档备份，存于）'s entry for CVN 77
- 1998 Article "Front Loading the CVN 77...（页面存档备份，存于）" which analyzes how the DoD's changes to initial funding affect long range savings in procurement
- A video on how the CVN-77 was made.
- USS George H.W. Bush history at U.S. Carriers（页面存档备份，存于）